# تب عیسی شرقی و غربی
تب عیسی شرقی و غربی (به عربی: تب عیسی شرقیة وغربیة) یک روستا در سوریه است که در ناحیه مرکزی ادلب واقع شده‌است. تب عیسی شرقی و غربی ۸۱۰ نفر جمعیت دارد.